# انجمن منتقدان هنر و سرگرمی لاتین
انجمن منتقدان هنر و سرگرمی لاتین (انگلیسی: Association of Latin Entertainment Critics) نام یک سازمان غیرانتفاعیِ فرهنگی است که در ۱۲ دسامبر ۱۹۶۷ تأسیس شد.
کار این انجمن اهدای «جایزهٔ ای‌سی‌ئی لاتین» به هنرمندان است که از تاریخ ۲۵ مه ۱۹۶۹ تا کنون، به‌طور سالیانه انجام پذیرفته است. از سال ۱۹۸۳ میلادی، یک بخش مجزا هم به صنعت موسیقی اختصاص یافته است.
علاوه بر اهدای جایزه، این سازمان، سخنرانی، برنامه‌های آموزشی، میزگردهای تحلیلی و برنامه‌های موسیقی هم برگزار می‌کند.
مجلس نمایندگان ایالات متحده آمریکا در تاریخ ۲۷ مه ۱۹۹۲ این سازمان را به رسمیت شناخت.